# Lakeith Stanfield
Lakeith Lee Stanfield (San Bernardino, 12 agosto 1991) è un attore e rapper statunitense.
È conosciuto soprattutto per aver preso parte ai film Short Term 12 (2013), Selma - La strada per la libertà (2014), Scappa - Get Out (2017), Death Note - Il quaderno della morte (2017), Judas and the Black Messiah (2021) e La casa dei fantasmi (2023). Nel 2020 ottiene il plauso della critica per la performance nel film del 2021, Judas and the Black Messiah, con cui si aggiudica la sua prima candidatura al Premio Oscar.

## Biografia
Stanfield è nato a San Bernardino ed è cresciuto a Riverside e Victorville, in California. Ha deciso di diventare un attore a 14 anni, quando si è unito al drama club della sua scuola superiore. Successivamente è entrato a far parte del John Casablancas Modeling and Career Center a Los Angeles, così ha iniziato a partecipare a varie audizioni. Nel 2008 Stanfield ha ottenuto il suo primo ruolo nel cortometraggio Short Term 12, un progetto di tesi del regista Destin Daniel Cretton per l'Università statale di San Diego. Il cortometraggio ha vinto il Premio della Giuria al Sundance Film Festival del 2009. L'anno successivo, è apparso nel cortometraggio Gimme Grace, dopodiché abbandona la recitazione per alcuni anni. In questo periodo si è dedicato a diversi lavori: manutenzione dei tetti, giardinaggio, nell'AT&T e in una fabbrica di marijuana legale.
Nel 2012 viene ricontattato da Cretton per recitare nell'omonimo adattamento in versione lungometraggio di Short Term 12. Per tutta la produzione del suo primo lungometraggio, Stanfield ha praticato un particolare metodo di recitazione, vicino al metodo Stanislavskij, prendendo le distanze dagli altri membri del cast e immedesimandosi profondamente nel suo personaggio. È stato l'unico attore coinvolto in entrambe le versioni dell'opera. Oltre a ciò ha collaborato ulteriormente scrivendo due canzoni per il film: Vicious, pezzo rap scritto con Keith Milgaten, e So You Know What It's Like, altro rap co-scritto con il regista Destin Daniel Cretton. Short Term 12 ha vinto il Gran Premio della Giuria al South by Southwest Film Festival nel 2013, e inoltre, per la sua interpretazione, Stanfield ha ricevuto una candidatura all'Independent Spirit Award come miglior attore non protagonista nel 2014.
Nel 2014 è stato co-protagonista del film distopico Anarchia - La notte del giudizio. Nello stesso anno è apparso nel film Selma - La strada per la libertà, Il film racconta le marce da Selma a Montgomery che dal 1965 segnarono l'inizio della rivolta per i diritti civili negli Stati Uniti. Nel 2015 ha preso parte a vari film: Memoria, al fianco di Thomas Mann e James Franco, Dope - Follia e riscatto, film prodotto da Forest Whitaker, Pharrell Williams e Sean Combs, e Straight Outta Compton, film biografico del gruppo hip hop N.W.A., nel quale interpreta la parte del rapper Snoop Dogg. Nell'agosto dello stesso anno la rivista Variety lo ha incluso tra i 10 attori da tenere d'occhio del 2015, una lista che annualmente cita gli attori emergenti più promettenti dell'anno. Nel 2016 Netflix rivela la sua presenza nel cast del riadattamento cinematografico di Death Note, manga di Tsugumi Ōba e Takeshi Obata. Il film, diretto da Adam Wingard, è disponibile dal 2017 e Stanfield interpreta il detective Elle. Nel 2022 entra nel cast del film La casa dei fantasmi (il reboot dell'adattamento cinematografico originale del 2003), diretto da Justin Simien, nei panni del protagonista Ben Matthias, distribuito nelle sale nel 28 agosto 2023.

## Vita privata
Stanfield, che è un poeta e un artista rap, fa parte di una band di nome Moors.
Ha una figlia nata nel 2017 dalla relazione con l'attrice Xosha Roquemore. Una seconda figlia è nata nel 2022 dalla relazione con l'artista Tylor Hurd. Nel dicembre 2022 Stanfield e la modella Kasmere Trice hanno annunciato il loro fidanzamento e nel luglio 2023 si sono sposati privatamente e successivamente è nato il loro primo figlio.

## Filmografia

### Attore

#### Cinema
- Short Term 12, regia di Destin Cretton (2013)
- Anarchia - La notte del giudizio (The Purge: Anarchy), regia di James DeMonaco (2014)
- Selma - La strada per la libertà (Selma), regia di Ava DuVernay (2014)
- Dope - Follia e riscatto (Dope), regia di Rick Famuyiwa (2015)
- Straight Outta Compton, regia di F. Gary Gray (2015)
- Memoria, regia di Vladimir de Fontenay e Nina Ljeti (2015)
- Miles Ahead, regia di Don Cheadle (2015)
- Live Cargo, regia di Logan Sandler (2016)
- Snowden, regia di Oliver Stone (2016)
- Scappa - Get Out (Get Out), regia di Jordan Peele (2017)
- Crown Heights, regia di Matt Ruskin (2017)
- L'incredibile Jessica James (The Incredible Jessica James), regia di Jim Strouse (2017)
- War Machine, regia di David Michôd (2017)
- Death Note - Il quaderno della morte (Death Note), regia di Adam Wingard (2017)
- Domenica (Come Sunday), regia di Joshua Marston (2018)
- Sorry to Bother You, regia di Boots Riley (2018)
- Millennium - Quello che non uccide (The Girl in the Spider's Web), regia di Fede Álvarez (2018)
- Someone Great, regia di Jennifer Kaytin Robinson (2019)
- Diamanti grezzi (Uncut Gems), regia di Josh e Benny Safdie (2019)
- Cena con delitto - Knives Out (Knives Out), regia di Rian Johnson (2019)
- The Photograph - Gli scatti di mia madre (The Photograph), regia di Stella Meghie (2020)
- Judas and the Black Messiah, regia di Shaka King (2021)
- The Harder They Fall, regia di Jeymes Samuel (2021)
- La casa dei fantasmi (Haunted Mansion), regia di Justin Simien (2023)
- The Book of Clarence, regia di Jeymes Samuel (2023)
- Die, My Love, regia di Lynne Ramsay (2025)

#### Televisione
- Film School Shorts – serie TV, episodio 2x02 (2014)
- Atlanta – serie TV, 25 episodi (2016-2022)
- The Changeling - serie TV, 8 episodi, (2023)

#### Cortometraggi
- Short Term 12, regia di Destin Cretton (2008)
- Gimme Grace, regia di Anthony Onah (2010)
- The Fires, Howling, regia di Nicholas Bateman (2014)
- Waves, regia di David M. Helman (2014)
- King Ripple, regia di Luke Jaden (2015)
- Tracks, regia di Logan Sandler (2015)
- Hard World for Small Things, regia di Janicza Bravo (2016)

### Doppiatore
- BoJack Horseman – serie animata, 7 episodi (2019-2020)
- Yasuke – serie animata, 6 episodi (2021)[10]

## Riconoscimenti
- Premio Oscar
  - 2021 – Candidatura per il miglior attore non protagonista per Judas and the Black Messiah[11]
- British Academy Film Awards
  - 2019 – Candidatura per la miglior stella emergente[12]
- Critics' Choice Movie Award
  - 2015 – Candidatura al miglior cast per Selma - La strada per la libertà[13]
- Gotham Independent Film Awards
  - 2018 – Candidatura per il miglior attore per Sorry to Bother You[14]
- Independent Spirit Awards
  - 2014 – Candidatura per il miglior attore non protagonista per Short Term 12[15]
- MTV Movie & TV Awards
  - 2017 – Candidatura per la miglior coppia (condiviso con Brian Tyree Henry) per Atlanta[11]
- Satellite Award
  - 2018 – Candidatura per il miglior attore non protagonista in una serie, miniserie o film per la televisione per War Machine[16]
- Screen Actors Guild Award
  - 2018 – Candidatura per il miglior cast cinematografico per Scappa- Get Out[12]
  - 2019 – Candidatura per il Miglior cast in una serie commedia per Atlanta[17]

## Doppiatori italiani
Nelle versioni in italiano delle opere in cui ha recitato, Lakeith Stanfield è stato doppiato da:
- Andrea Mete in Straight Outta Compton, Cena con delitto - Knives Out, Judas and the Black Messiah, Il vangelo secondo Clarence
- Gianfranco Miranda in Selma - La strada per la libertà, Domenica
- Stefano Crescentini in Scappa - Get Out, Diamanti grezzi
- David Chevalier in Millennium - Quello che non uccide, Someone Great
- Dimitri Winter in Miles Ahead
- Andrea Lavagnino in Atlanta
- Simone Crisari in War Machine
- Emanuele Ruzza in Death Note - Il quaderno della morte
- Paolo Vivio in Sorry to Bother You
- Francesco Pezzulli in The Photograph - Gli scatti di mia madre
- Federico Talocci ne La casa dei fantasmi